# The Drifters
The Drifters – amerykańska grupa wokalna założona w 1953 roku, należąca do tych, które zdefiniowały gatunek rhythm and blues, a w szczególności jego odmianę – doo wop. Jej wyjątkowość polega na tym, że udało się jej zachować popularność przez całe następne dziesięciolecia. Grupa stała się odskocznią do kariery wielu solistów, m.in. Bena E. Kinga i Clyde’a McPhattera.
W 1988 grupa The Drifters została wprowadzona do Rock and Roll Hall of Fame.

## Artyści występujący w grupie The Drifters
- Ben E. King – śpiew
- Clyde McPhatter – śpiew
- Bill Fredericks – śpiew
- Dave Baldwin – śpiew
- Tom Evans – śpiew (bas)
- James Johnson – śpiew (bas)
- Eugene Pearson – śpiew (bas)
- Johnny Moore – śpiew (tenor)
- Elsbeary Hobbs – śpiew (bas)
- Clyde Brown – puzon
- Bill Pinkney – śpiew (bas)
- Johnny Terry – śpiew (bas)
- Andrew Thrasher – śpiew (baryton)
- Gerhart Thrasher – śpiew (tenor)
- Johnny Williams – śpiew (tenor)
- David Baughn – śpiew (tenor)
- Willie Ferbee – śpiew (bas)
- Doc Green – śpiew (bas)
- Bobby Hendricks – śpiew
- Charlie Hughes – śpiew (baryton)
- Rudy Lewis – śpiew (tenor)
- Charlie Thomas – śpiew (tenor)
- Butch Leak – śpiew (tenor)
- Butch Mann – śpiew
- Jimmy Millender – śpiew
- Gant Kitchings – śpiew

## Dyskografia

### Albumy
- 1956 Clyde McPhatter & the Drifters
- 1958 Rockin’ & Driftin
- 1962 Save the Last Dance for Me
- 1964 Under the Boardwalk
- 1965
  - The Good Life with the Drifters
  - I’ll Take You Where the Music’s Playing
- 1966 Where the Music’s Playing
- 1973 The Drifters Now
- 1975
  - Love Games
  - There Goes My First Love
- 1976 Every Night Is Saturday Night
- 1982 Juke Box Giants
- 1984 This Magic Moment
- 1986 Live at Harvard University
- 1989 There Goes My Baby
- 1991 Have a Soulful Christmas
- 1994
  - Remember
  - White Christmas with the Drifters
- 1996
  - Christmas Album
  - Greatest Hits
- 1998
  - Drifters Christmas
  - Back 2 Back – The Drifters and the Platters
- 2000 High Profile
- 2001 Christmas Legends

### Single
- 1953 Money Honey
- 1954
  - Lucille
  - Honey Love
  - Someday You’l Want Me to Want You
  - White Christmas
- 1955
  - Whatcha Gonna Do
  - Everyone’s Laughing
  - Adorable
- 1956
  - Steamboat
  - Ruby Baby
  - I Gotta Get Myself a Woman
- 1957
  - Fools Fall in Love
  - Hypnotized
  - I Know
- 1958
  - Drip Drop
  - Moonlight Bay
- 1959
  - There Goes My Baby (song)|There Goes My Baby
  - (If You Cry) True Love, True Love
  - Dance With Me
- 1960
  - This Magic Moment
  - Lonely Winds
  - Save The Last Dance For Me
  - I Count the Tears
- 1961
  - Some Kind of Wonderful
  - Please Stay
  - Sweets for My Sweet
  - Room Full of Tears
- 1962
  - When My Little Girl Is Smiling
  - Stranger on the Shore
  - Sometimes I Wonder
  - Up on the Roof
- 1963
  - On Broadway
  - If You Don’t Come Back
  - Rat Race
  - I’ll Take You Home
- 1964
  - Vaya Con Dios
  - One-Way Love
  - Under the Boardwalk
  - I’ve Got Sand in My Shoes
  - Saturday Night at the Movies
  - I Remember Christmas
- 1965
  - At the Club
  - Come On Over to My Place
  - Follow Me
  - I’ll Take You Where the Music’s Playing
  - Nylon Stockings
- 1966
  - Memories Are Made of This
  - Up in the Streets of Harlem
  - Baby What I Mean
- 1967 Ain’t It the Truth
- 1968 Still Burning in My Heart
- 1969 Steal Away
- 1970 You Got to Pay Your Dues
- 1971 A Rose By Any Other Name
- 1972 Something Tells Me
- 1973
  - You’ve Got Your Troubles
  - Like Sister and Brother
- 1974
  - Kissin’ in the Back Row of the Movies
  - I’m Free (for the Rest of My Life)
  - Down on the Beach Tonight
- 1975
  - Love Games
  - There Goes My First Love
  - Can I Take You Home Little Girl
- 1976
  - Hello Happiness
  - Every Night’s a Saturday Night With You
  - You’re More than a Number in My Little Red Book